# 裁判管轄
裁判管轄（さいばんかんかつ）または司法管轄（しほうかんかつ、英: jurisdiction）とは、国家の司法権・裁判権の存在を前提として、その裁判権の裁判所間における分担に関する管轄をいう。管轄のある裁判所を管轄裁判所という。

## 裁判管轄の歴史
- 中世ヨーロッパでは、裁判権は王侯の最も重要な権利の一つであった。この権利を行使するために、王侯は領地を巡回した。
- 都市は都市で独自の裁判権を有していた。
- 神聖ローマ帝国においては、一定の要件をみたすと、領邦の事件についても帝室裁判所（Reichskammergericht）への上訴が可能であった。

## 裁判権
裁判権（さいばんけん）とは、国の司法権に基づき裁判を行う権限をいう。
ある国の裁判所が裁判管轄を有するためには、その国の司法機関に裁判権が存在することが前提であり、国際法により当該国の裁判権が制限されている場合には、そもそも裁判管轄は発生し得ない。このような裁判管轄の前提となる裁判権が否定される場合には、治外法権と主権免除がある。

### 条約による制限
裁判権は、条約によって制限することが可能である。日本は、開国当初はいわゆる不平等条約により治外法権（締約相手国の領事裁判権）が認められていた。すなわち、安政4年（1857年）の日米修好通商条約4条は、次の通り（表記を現代化し、句読点を補う）。
「日本人に対し法を犯せる亜米利加人は、亜米利加コンシュル裁断所にて吟味の上、亜米利加の法度を以て罰すべし。亜米利加人へ対し法を犯したる日本人は日本役人糺の上、日本の法度を以て罰すべし。日本奉行所亜米利加コンシュル裁断所は、双方商人逋債の事をも公に取り扱うべし。
すべて条約中の規定並びに別冊に記せる所の法則を犯すにおいては、コンシュルへ申達し、取上品並びに過料は日本役人へ引渡すべし。両国の役人は、双方商民取引の事について差構う事なし。」
しかし、条約改正の達成により、不平等条約に基づく治外法権は撤廃された。
今日において残る治外法権には、外交使節に関するものがある。外交関係に関するウィーン条約によれば、次の者が、接受国の裁判権からの免除を享有する。
- 外交官、及び、その家族の構成員でその世帯に属する者（接受国の国民でない場合）については、刑事裁判権（31条1項1文、37条1項）、及び、次の訴訟の場合以外の民事裁判権及び行政裁判権（31条1項2文、37条1項）。
  - 接受国の領域内にある個人の不動産に関する訴訟（その外交官が使節団の目的のため派遣国に代わつて保有する不動産に関する訴訟を含まない。）
  - 外交官が、派遣国の代表者としてではなく個人として、遺言執行者、遺産管理人、相続人又は受遺者として関係している相続に関する訴訟
  - 外交官が接受国において自己の公の任務の範囲外で行なう職業活動又は商業活動に関する訴訟
- 使節団の事務及び技術職員並びにその家族の構成員でその世帯に属するもの（接受国の国民でない場合、又は、接受国に通常居住していない場合）については、原則として外交官と同じ。但し、民事裁判権及び行政裁判権からの免除は、その者が公の任務の範囲外で行なつた行為には及ばない（37条2項）。
- 使節団の役務職員（接受国の国民でないもの、又は、接受国に通常居住していないもの）については、その公の任務の遂行にあたつて行なつた行為についての裁判権からの免除（37条3項）。

但し、派遣国は、上記の者に対する裁判権からの免除を放棄することができる（32条1項）。この場合、放棄は、常に明示的に行なわなければならない（32条2項）。民事訴訟又は行政訴訟に関する裁判権からの免除の放棄は、その判決の執行についての免除の放棄をも意味するものとはみなされない（32条4項1文）。即ち、判決の執行についての免除の放棄のためには、別にその放棄をすることを必要とする（32条4項2文）。
なお、上記の者が訴えを提起した場合には、本訴に直接に関連する反訴について裁判権からの免除を援用することができない（32条3項）。
この他に現在、日本国が条約において裁判権を問題とするものに、在日米軍に関する地位協定である日米地位協定などがある。

### 国際慣習法による制限
詳細については主権免除の項を参照のこと
今日、国際慣習法として認められている裁判権の制限は、いわゆる主権免除（裁判権免除）のルールである。
主権免除とは、ある国の裁判所において他の国家が被告となった場合に、国際法上の主権平等の原則から、その国の裁判権から当該他の国家は免除される、ということである。主権免除については、次の二つの考え方がある。
- 絶対免除主義：他の国家が被告となる場合には必ず主権免除を認める、という考え方。
- 制限免除主義（相対免除主義）：主権的行為には主権免除を認めるが、主権的行為以外の行為には主権免除を認めない、という考え方。

絶対免除主義から制限免除主義へ、というのが世界的な潮流であるといわれており、すでに1886年にはイタリアで、1903年にはベルギーで制限主義に立脚した判例が登場していた。その後、アメリカでは1976年に制限免除主義が立法化され、カナダやオーストラリアもこれに続いた。
日本では、絶対免除主義を採る大審院判例（大審院決定昭和3年12月28日民集7巻1128頁）が形式上は生きていると考えられてきた。しかし、最高裁判所平成18年7月21日判決、民集第60巻6号2542頁は、「外国国家は商取引や雇用契約など、私法的行為などについても民事裁判権から免除されるとの国際慣習法はもはや存在しない」として、国際慣習法が変更されたという理解を示し、「外国国家の主権を侵害するおそれがあるなど特段の事情がない限り、日本の民事裁判権は免除されない」として、制限免除主義の立場を明らかにした。

### 国内法上の裁判権規定
国家の最高法規である憲法により、裁判権が制限されることがある。最高裁判所は、日本国の象徴であり日本国民統合の象徴である天皇に対しては、下記のとおり民事裁判権は及ばないと判示した（最高裁判所平成元年11月20日判決、民集43巻10号1160頁）。
「天皇は日本国の象徴であり日本国民統合の象徴であることにかんがみ、天皇には民事裁判権が及ばないものと解するのが相当である。したがって、訴状において天皇を被告とする訴えについては、その訴状を却下すべきものであるが、本件訴えを不適法として却下した第一審判決を維持した原判決は、これを違法として破棄するまでもない」

## 民事裁判管轄
民事裁判管轄（みんじさいばんかんかつ）とは、民事訴訟において、特定の事件について、どの裁判所が裁判権を行使するかという分担（管轄）の定めのことをいう。

### 国内裁判管轄（日本）
今日の日本法の民事訴訟においては、国際裁判管轄・職分管轄・審級管轄・事物管轄・土地管轄のすべてが揃った裁判所が、事件を管轄する。職分管轄、審級管轄、事物管轄、土地管轄については法律で定められているが、土地管轄については一定の場合に合意管轄や応訴管轄も認められている。

#### 内容による分類
法律の規定により直接定まる管轄のことを、法定管轄という。

##### 職分管轄
取り扱う事務について定める管轄のこと。訴訟する事件の内容によって、裁判所は変わる。例えば、訴訟事件を処理する権限と民事執行事件を処理する権限は別々の職分権である。

##### 事物管轄
事件の性質の違いに基づいて定められる管轄のこと。訴額（訴訟物の価額）が140万円以下の場合（不動産に関する訴訟を除く）は簡易裁判所、140万円を超える場合は地方裁判所が第一審の裁判権を有する（例外的に高等裁判所が第一審の裁判権を担当する場合もある）。

##### 土地管轄
事件について、どの土地の裁判所が担当するかの定めをいう。事件と管轄区域の関連（裁判籍）の有無により定まる。
- 普通裁判籍 - 民事訴訟の原則的な裁判籍（土地管轄）のことで、被告の生活の本拠地に認められる（民事訴訟法4条）。
- 特別裁判籍 - 事件ごとの特殊性に応じて認められる裁判籍（土地管轄）のこと（民事訴訟法5条）。
  - 義務履行地を原因とするもの
    - 財産権上の訴え：義務履行地（1号）
    - 手形・小切手訴訟：支払地（2号）

  - 物や権利の所在地を原因とするもの
    - 不動産に関する訴え：不動産所在地（12号）
    - 登記又は登録に関する訴え：登記又は登録をすべき地（13号）
    - 日本国内に住所がない者に対する財産権上の訴え：目的財産・差し押さえることができる被告の財産の所在地（4号）
    - 住所が知れない者に対する財産権上の訴え：目的財産・差し押さえることができる被告の財産の所在地（4号）
    - 会社その他の社団又は財団（以下「会社等」という）に関する、会社等からの社員（であった者）に対する訴え：会社等の普通裁判籍の所在地（8号イ）
    - 会社等に関する、社員（であった者（資格に基づく場合））から社員（であった者）に対する訴え：会社等の普通裁判籍の所在地（8号イ）
    - 会社等の役員（であった者）に対する訴えで、役員としての資格に基づくもの：会社等の普通裁判籍の所在地（8号ロ）
    - 会社からの発起人（であった者）・検査役（であった者）に対する訴えで、当該資格に基づくもの：会社等の普通裁判籍の所在地（8号ハ）
    - 相続権に関する訴え：相続開始のときにおける被相続人の普通裁判籍の所在地（14号）
    - 遺留分に関する訴え：相続開始のときにおける被相続人の普通裁判籍の所在地（14号）
    - 死亡によって効力を生ずべき行為（遺贈など）に関する訴え：相続開始のときにおける被相続人の普通裁判籍の所在地（14号）
    - 相続債権など相続財産の負担に関する訴えで、相続財産の全部又は一部が相続開始のときにおける被相続人の普通裁判籍の所在地にある場合で、相続権・遺留分・死亡によって効力を生ずべき行為のいずれに関する訴えでもないもの：相続開始のときにおける被相続人の普通裁判籍の所在地（15号）

  - 行為地法的なもの
    - 不法行為に関する訴え：不法行為地（9号）
    - 船舶の衝突その他海上の事故に基づく損害賠償請求訴訟：損害を受けた船舶が最初に到達した地（10号）

  - 住所地法的なもの
    - 事務所又は営業所を有する者に対する訴えで、その事務所又は営業所における業務に関するもの：当該事務所又は営業所の所在地（5号）
    - 船舶債権その他船舶を担保とする債権に基づく訴え：船舶所在地（7号）

  - 本国法的なもの
    - 船員に対する財産権上の訴え：船舶の船籍所在地（3号）
    - 船舶所有者その他船舶を利用する者に対する船舶又は航海に関する訴え：船舶の船籍所在地（6号）

#### 強行性の有無による分類

##### 任意管轄
法定管轄のうち、当事者の利益を図る目的で定められたもので、当事者の意思で変更することも差し支えない管轄をいう。反対は専属管轄。
- 合意管轄 - 当事者が同意により認めた、法定管轄とは異なる土地管轄のこと。
- 応訴管轄 - 原告の訴えの提起が管轄権のない裁判所になされた場合に、被告が応訴することで認められる管轄。
- 移送 - 裁判により、訴訟係属している事件を、他の裁判所に訴訟係属させることをいう。

##### 専属管轄
法定管轄のうち、公益的要請から裁判権が特定の裁判所に専属し、当事者の意思により変更することのできない管轄をいう。反対は任意管轄。

専属管轄の例　会社法835条（但し、著しい遅滞等を避けるのに必要と認められる場合、申立により移送が可能（第3項））、民事執行法19条、特許法178条

### 国内裁判管轄（アメリカ合衆国）
アメリカは連邦に起因する司法制度と州に起因する司法制度が併存する。連邦に起因する司法制度が関与するのは、連邦憲法第3条第2節に列挙され、これに限られる。前記限定列挙された法律問題は、連邦裁判所が管轄する。一方、各州で確立された州憲法、州法その他州の司法制度で判断される法律問題は、州裁判所が管轄する。州籍相違事件については、連邦裁判所が一方の州法を適用する場合があり、さらに他州の州法の適用も検討が必要になる（この場合、州際私法によって、適用すべき州法を決めることになる）。類似の問題（対人管轄権（In Personam Jurisdiction）、日本での土地管轄に相当する）は、州裁判所に提訴した複数州にまたがる争訴にも生じ得ることがある（対人管轄権に関する判例としてワールドワイドフォルクスワーゲン事件などが知られている）。これらを調整する法理に、いずれの州の裁判所で提訴できるかの基準としてミニマムコンタクトなどがあり、ミニマムコンタクトはロングアームの法理で論じられる。

#### ペノイヤー判決
アメリカ連邦最高裁の1877年のペノイヤー判決（Pennoyer v.Neff）は州裁判所の管轄権の基本原則に関する解釈をまとまった形で出した初めての判決となった。ペノイヤー判決では州裁判所の非居住者に対する管轄権は州内で直接に送達を行ったときまたは州内でその所有する財産を差し押さえたときに限って裁判管轄権を有すると判断した。

#### 人的裁判管轄権・物的裁判管轄権の拡張
アメリカ連邦最高裁の1945年のインターナショナルシュー判決では州裁判所の管轄権について法廷地との間で最小限度の接触（minimum contact）があるのと同時に訴訟の提起が伝統的な公明正大で実質的正義という概念に矛盾しないことを要件とし州裁判所の人的裁判管轄権を拡張した。1977年のアメリカ連邦最高裁判決（Shaffer v.Heitner）でインターナショナルシュー判決の基準は州裁判所の物的裁判管轄権にも拡張された。

### 国際裁判管轄

#### 合意による国際裁判管轄
民事法において当事者の意思が最大限に尊重されていること（民法における私的自治（Privatautonomie）・国際私法における当事者自治（Parteiautonomie）・民事訴訟法における処分権主義や弁論主義など）に鑑みれば、国際裁判管轄についても当事者の合意を尊重すべきだという考えが生じる。日本法には2011年の民事訴訟法・民事保全法一部改正まで国際裁判管轄に関する明文の規定はなかったが、最高裁判所は、いわゆるチサダネ号事件において、次の通り、その要件について詳しく論じつつ、国際裁判管轄に関する管轄の合意は有効であると判示した。
「国際民訴法上の管轄の合意の方式については成文法規が存在しないので、民訴法の規定の趣旨をも参しやくしつつ条理に従つてこれを決すべきであるところ、同条の法意が当事者の意思の明確を期するためのものにほかならず、また諸外国の立法例は、裁判管轄の合意の方式として必ずしも書面によることを要求せず、船荷証券に荷送人の署名を必要としないものが多いこと、及び迅速を要する渉外的取引の安全を顧慮するときは、国際的裁判管轄の合意の方式としては、少なくとも当事者の一方が作成した書面に特定国の裁判所が明示的に指定されていて、当事者間における合意の存在と内容が明白であれば足りると解するのが相当であり、その申込と承諾の双方が当事者の署名のある書面によるのでなければならないと解すべきではない。
ある訴訟事件についてのわが国の裁判権を排除し、特定の外国の裁判所だけを第一審の管轄裁判所と指定する旨の国際的専属的裁判管轄の合意は、
- （イ）　当該事件がわが国の裁判権に専属的に服するものではなく、
- （ロ）　指定された外国の裁判所が、その外国法上、当該事件につき管轄権を有すること、

の二個の要件をみたす限り、わが国の国際民訴法上、原則として有効である（大審院大正5年（オ）第473号同年10月18日判決・民録22輯1916頁参照）。
前記（ロ）の要件を必要とする趣旨は、かりに、当該外国の裁判所が当該事件について管轄権を有せず、当該事件を受理しないとすれば、当事者は管轄の合意の目的を遂げることができないのみでなく、いずれの裁判所においても裁判を受ける機会を喪失する結果となるがゆえにほかならないのであるから、当該外国の裁判所がその国の法律のもとにおいて、当該事件につき管轄権を有するときには、右（ロ）の要件は充足されたものというべきであり、当該外国法が国際的専属的裁判管轄の合意を必ずしも有効と認めることを要するものではない。本件において、原審の確定したところによれば、アムステルダムの裁判所が本件訴訟につき法定管轄権を有するというのであるから、原判決が所論の点について判示しなかつたことをもつて、所論の違法があるとはいえない。
外国判決により当該外国において強制執行をすることは一般的に可能であり、相互保証が存在しないためわが国における右外国判決による強制執行が不能であるとしても、前記一（ロ）の要件を欠く場合とは異なり、権利の実現が全く閉ざされることとなるものではなく、管轄の合意は本来判決手続についてされるものであるが、当事者は、その合意をするにあたつて、当該外国における強制執行の実効性を考慮しうるし、また、この強制執行のため費用等の負担の増大をきたすことがあるが、かかる負担の増大は、管轄の合意に伴う附随的結果にほかならない。したがって、わが国の裁判権を排除する管轄の合意を有効と認めるためには、当該外国判決の承認の要件としての相互の保証をも要件とする必要はないものというべきであり、このように解しても当事者が右合意によつて通常意図したところは十分に達せられるというべきである。
被告の普通裁判籍を管轄する裁判所を第一審の専属的管轄裁判所と定める国際的専属的裁判管轄の合意は、「原告は被告の法廷に従う」との普遍的な原理と、被告が国際的海運業者である場合には渉外的取引から生ずる紛争につき特定の国の裁判所にのみ管轄の限定をはかろうとするのも経営政策として保護するに足りるものであることを考慮するときは、右管轄の合意がはなはだしく不合理で公序法に違反するとき等の場合は格別、原則として有効と認めるべきである。したがつて、被上告人の本店所在地の裁判所を専属的管轄裁判所として指定した本件管轄約款は、所論指摘の諸点を考慮に入れても、公序法に違反する無効なものであるということはできない」
以上の最高裁の判示した国際裁判管轄の合意の有効要件を要約すると、次のようになる。
- 形式的有効要件（方式）：少なくとも当事者の一方が作成した書面に特定国の裁判所が明示的に指定されていて、当事者間における合意の存在と内容が明白であれば足りる。その申込と承諾の双方が当事者の署名のある書面によるのでなければならないと解すべきではない。
- 日本の裁判所の国際裁判管轄を排除する形で、専属管轄を定める合意であれば、更に次の要件をみたさなければならない：
  - 当該事件が日本国の裁判権に専属的に服するものではないこと。
  - 指定された外国の裁判所が、その外国法上、当該事件につき管轄権を有すること。

実質的有効要件については、明確でないので、補って考える必要がある：
- 4点目で公序法に言及しているが、当然の前提として、合意が公序良俗に反する場合は無効である。
- 1点目で、民事訴訟法の規定の逆推知に言及しているが、民事訴訟法11条の要件のうち、この判決により明確に排除された書面性の要件を除く、(a) 第一審に関するものであること、(b) 一定の法律関係に基づく訴えに関するものであることの2つについては、必要と解されている。

なお、チサダネ号事件判決（1975年）は、合衆国最高裁判所（Supreme Court）のBremen対Zapata事件判決の強い影響の下で出された判決だといわれる。

#### 法定の国際裁判管轄
当事者間に国際裁判管轄に関する合意がない場合には、国際裁判管轄が法定されることになる。
国家が主権的である以上、裁判権の行使については国家の裁量で決定される。日本においては2011年の民事訴訟法・民事保全法一部改正まで、国際裁判管轄に関する明文の規定はなかったため、何を国際裁判管轄についての法源とするかについて次の学説の対立があった。
- 逆推知説：民事訴訟法の土地管轄の規定により土地管轄が肯定される場合に、国際裁判管轄を肯定すべきであるという考え方（兼子一など）。民事訴訟法の起草者意思に忠実であるといわれる。
- 条理説（管轄配分説）：民訴法に法の欠缺があるとして、条理により決すべきであるという考え方。国際的な管轄配分を考慮に入れるべきとし、立法における普遍主義と親和的とされる。

この点について判示した最高裁判所判例と考えられているのが、いわゆるマレーシア航空事件判決である（最高裁判所昭和56年10月16日判決、民集35巻7号1224頁）。最高裁判所は、次のように判示する：
「本来国の裁判権はその主権の一作用としてされるものであり、裁判権の及ぶ範囲は原則として主権の及ぶ範囲と同一であるから、被告が外国に本店を有する外国法人である場合はその法人が進んで服する場合のほか日本の裁判権は及ばないのが原則である。しかしながら、その例外として、わが国の領土の一部である土地に関する事件その他被告がわが国となんらかの法的関連を有する事件については、被告の国籍、所在のいかんを問わず、その者をわが国の裁判権に服させるのを相当とする場合のあることをも否定し難いところである。そして、この例外的扱いの範囲については、この点に関する国際裁判管轄を直接規定する法規もなく、また、よるべき条約も一般に承認された明確な国際法上の原則もいまだ確立していない現状のもとにおいては、当事者間の公平、裁判の適正・迅速を期するという理念により条理にしたがつて決定するのが相当であり、わが民訴法の国内の土地管轄に関する規定、たとえば、被告の居所（民訴法2条）、法人その他の団体の事務所又は営業所（同4条）、義務履行地（同5条）、被告の財産所在地（同8条）、不法行為地（同15条）、その他民訴法の規定する裁判籍のいずれかがわが国内にあるときは、これらに関する訴訟事件につき、被告をわが国の裁判権に服させるのが右条理に適うものというべきである。
上告人は、マレーシア連邦会社法に準拠して設立され、同連邦国内に本店を有する会社であるが、Ｅを日本における代表者と定め、東京都……に営業所を有するというのであるから、たとえ上告人が外国に本店を有する外国法人であつても、上告人をわが国の裁判権に服させるのが相当である。それゆえ、わが国の裁判所が本件の訴につき裁判権を有するとした原審の判断は、正当として是認することができ」る。
従って、最高裁判所は、両説を折衷した立場にあると考えることができる。すなわち、条理説をベースとして、条理の内容として逆推知説を採用しているのである。
従って、原則として、民事訴訟法の土地管轄の規定を適用した結果、日本のいずれかの裁判所に土地管轄が認められれば、日本の裁判所は国際裁判管轄を有するということになる。すなわち、国際裁判管轄の原因は、次の通りとなる：
- 被告の普通裁判籍が日本にある場合（民事訴訟法4条1項）。普通裁判籍は、原則として、(a) 住所により、(b) 日本国内に住所がないとき又は住所が知れないときは居所（職場など）により、(c) 日本国内に居所がないとき又は居所が知れないときは最後の住所により定まるとされるが（民事訴訟法4条2項）、(c)の規定を文字通り適用すると、日本に一度でも住んだことがあれば必ず日本の国際裁判管轄が肯定されるという妙な結論になるので、この規定については、適用を制限すべきと考えられている。

- 特別裁判籍（民事訴訟法5条）：国内裁判管轄の項目を参照

但し、特別裁判籍に基づく国際裁判管轄をすべて認めるといわゆる過剰管轄（exorbitant jurisdiction）となるので、判例では、民事訴訟法の逆推知によると条理に反する「特段の事情」を認定し、それにより一定程度で過剰管轄を制限する取扱いが確立している。過剰管轄が生じるのは好ましくない（いわゆるフォーラム・ショッピングなどが生じる）一方、国際裁判管轄を安易に否定すると、国際的な裁判拒絶（Rechtsverweigerung）が生じ、国民の裁判を受ける権利（憲法32条）を侵害することになってしまうので、衡量の難しいところである。
上記の法改正以後は、民事訴訟法3条の2～3条の12、民事保全法11条に従うこととなった。

#### 応訴管轄
応訴管轄とは、民事につき訴えの提起のあった当該裁判所において、相手方が管轄を問題とせずに訴訟に応じた場合、専属管轄外でない限りは当該裁判所に管轄が発生することをいう（民事訴訟法12条）。当事者間の裁判所へのアクセス負担の公平化という管轄の趣旨からは、相手方が応訴することで管轄に合意しているのであれば、あえて管轄を問題とすることがないという、民事訴訟法における私的自治の一表象であるといえる。

#### 補論：forum (non) conveniensの法理
英米法においては、国際裁判管轄が肯定されるような場合でも、forum conveniensでないとして裁判を拒絶する法理があり、これをforum (non) conveniensの法理という。